# L'aile du Songe
L'aile du Songe est une œuvre concertante pour flûte et orchestre de la compositrice Kaija Saariaho écrite entre 2000 et 2001.

## Contexte et création
L'œuvre, commande de la Finnish Broadcasting Company, du Flanders Festival et du London Philharmonic Orchestra, est composée entre 2000 et 2001, et porte un titre tiré d'une œuvre littéraire de Saint-John Perse. Elle est créée le 12 octobre 2001 au Flanders Festival de Bruxelles en Belgique par Camilla Hoitenga à la flûte et le Flemish Radio Orchestra sous la direction de Marin Alsop. La compositrice en fait une version pour orchestre réduit en 2021. Elle est créée dans sa version réduite le 19 novembre 2022 au Danemark, dans la commune d'Aarhus.

## Orchestration

### Version de 2001
| Instrumentation de la version réduite de L'Aile du Songe                       |
| Bois                                                                           |
| flûte                                                                          |
| Percussions                                                                    |
| 3 percussionnistes                                                             |
| Claviers / cordes pincées                                                      |
| harpe, célesta                                                                 |
| Cordes                                                                         |
| 7 premiers violons, 6 seconds violons, 5 altos, 4 violoncelles, 4 contrebasses |

### Version de 2021
| Instrumentation de la version réduite de L'Aile du Songe                       |
| Bois                                                                           |
| flûte                                                                          |
| Percussions                                                                    |
| timbales 2 percussionnistes                                                    |
| Claviers / cordes pincées                                                      |
| harpe, célesta                                                                 |
| Cordes                                                                         |
| 4 premiers violons, 3 seconds violons, 3 altos, 2 violoncelles, 2 contrebasses |

## Structure
L'œuvre comprend deux parties dont chacune est composée de sous-parties, trois pour la première et deux pour la seconde :
1. Aérienne
  - Prélude
  - Jardin des oiseaux
  - D'autres rives
2. Terrestre
  - Oiseau dansant
  - L'oiseau, un satellite infime

## Réception
En 2022, c'est Juliette Hurel qui joue l'Aile du Songe.
En 2024, Aliisa Neige Barrière, fille de la compositrice, dirige l'œuvre, avec comme soliste la flûtiste Sophie Cherrier,.